# Irisorai tanyák
Irisorai tanyák (románul: Tritenii-Hotar) falu Romániában, Erdélyben, Kolozs megyében.

## Fekvése
Alsódetrehem (Tritenii de Jos) mellett fekvő település.

## Története
Irisorai tanyák (Tritenii-Hotar) korábban Alsódetrehem (Tritenii de Jos) része volt, 1910-ben 172 lakosából 154 román, 18 magyar volt. 1956 körül vált külön, ekkor 226 lakosa volt.
1966-ban 168 laosából 167 román, 1 magyar, 1977-ben 556 lakosából 552 román, 4 magyar volt.
1992-ben 376 román lakosa volt, a 2002-es népszámláláskor pedig 353 lakosából 352 román, 1 magyar volt.